# Caudal másico
El gasto másico, flujo másico o caudal másico (símbolo {\displaystyle {\dot {m}}}) es la magnitud física que expresa la variación de la masa con respecto al tiempo en un área específica. En el Sistema Internacional se mide en unidades de kilogramos por segundo, mientras que en el sistema anglosajón se mide en libras por segundo. Se usa frecuentemente en sistemas termodinámicos como tuberías, toberas, turbinas, compresores o difusores.
Se puede expresar el caudal másico como:

{\displaystyle {d{\dot {m}}=\rho (r)\cdot dV}={\rho \cdot Q}}

donde {\displaystyle \rho (r)} es la densidad en función de la posición, {\displaystyle Q} es el caudal volumétrico y {\displaystyle dV} es un diferencial de volumen.
Este volumen a su vez se puede expresar como el producto de una superficie {\displaystyle S} por un diferencial de longitud (la porción de dicha tubería cuyo contenido entra en el sistema por unidad de tiempo).

{\displaystyle {d{\dot {m}}=\rho (r)\cdot S(r)\cdot dr}}

Si se trata de un fluido que entra o sale de un volumen de control se puede expresar como:

{\displaystyle d{\dot {m}}=\rho VdA}

donde {\displaystyle V} es la velocidad del fluido y {\displaystyle dA} es el área de la sección transversal del conducto. Integrando:

{\displaystyle {\dot {m}}=\rho VS}

En el caso de tener diversos caudales de entrada y salida se consideran la sumas de estos. En un sistema en estado estacionario se deduce que la variación de masa ha de ser cero, y por tanto se puede establecer: 

{\displaystyle \sum _{e=1}^{x}{\dot {m}}_{e}=\sum _{s=1}^{y}{\dot {m}}_{s}}

donde {\displaystyle x} es el número de entradas e {\displaystyle y} el número de salidas, cumpliendo así la primera ley de la termodinámica.